# Takahashi (Familienname)
Takahashi mit der üblichen japanischen Schreibweise „高橋“ (Bedeutung etwa: „Hochbrücke“) ist der dritthäufigste japanische Familienname.

## Namensträger

### A
- Ai Takahashi (* 1986), japanische Sängerin und Schauspielerin
- Aki Takahashi (* 1944), japanische Pianistin
- Atsushi Takahashi (* 1965), japanischer Astronom
- Ayaka Takahashi (* 1990), japanische Badmintonspielerin
- Ayumi Takahashi (* 1989), japanische Diskuswerferin

### B
- Bruna Takahashi (* 2000), brasilianische Tischtennisspielerin

### C
- Chiaki Takahashi (Politiker) (* 1956), japanischer Politiker
- Chiaki Takahashi (Synchronsprecherin) (* 1977), japanische Synchronsprecherin

### D
- Daigo Takahashi (* 1999), japanischer Fußballspieler
- Daisuke Takahashi (Fußballspieler) (* 1983), japanischer Fußballspieler
- Daisuke Takahashi (* 1986), japanischer Eiskunstläufer
- Daito Takahashi (* 1980), japanischer Nordischer Kombinierer

### E
- Eiki Takahashi (* 1992), japanischer Leichtathlet
- Takahashi Eijirō (1880–1940), japanischer Kabukischauspieler, siehe Ichikawa Sadanji II.

### F
- Fuko Takahashi (* 1998), japanische Fußballspielerin
- Takahashi Fumi (1901–1945), japanische Philosophin

### G
- Gen’ichi Takahashi (* 1980), japanischer Fußballspieler
- Gen’ichirō Takahashi (* 1951), japanischer Schriftsteller

### H
- Hana Takahashi (* 2000), japanische Fußballspielerin
- Harumi Takahashi (* 1954), japanische Politikerin
- Hidenori Takahashi (* 1998), japanischer Fußballspieler
- Hideo Takahashi (1930–2019), japanischer Literaturwissenschaftler und Übersetzer
- Hideo Takahashi (Botaniker) (* 1935), japanischer Pflanzenkundler
- Hideto Takahashi (* 1987), japanischer Fußballspieler
- Hidetoki Takahashi (1916–2000), japanischer Fußballspieler und -trainer
- Hidezō Takahashi (* 1934), japanischer Skilangläufer
- Hiroatsu Takahashi (* 1984), japanischer Skeletonpilot
- Hiroki Takahashi (* 1974), japanischer Synchronsprecher
- Hiroko Takahashi (Skilangläuferin) (* 1942), japanische Skilangläuferin
- Hiroko Takahashi (Violinistin) (* 1984), japanische Violinistin
- Hiroshi Takahashi (* um 1942), japanischer Tischtennisspieler
- Hirotaka Takahashi, japanischer Schlagzeuger der Band Ellegarden
- Takahashi Hiroyuki (Autor) (1923–2010), japanischer Kinder- und Jugendbuchautor
- Hiroyuki Takahashi (Spieleentwickler) (* 1957), japanischer Spieleentwickler
- Hiroyuki Takahashi (Fußballspieler) (* 1983), japanischer Fußballspieler
- Hisako Takahashi (1927–2013), japanische Beamtin

### I
- Issei Takahashi (* 1998), japanischer Fußballspieler

### J
- Joseph Takahashi (* 1951), japanisch-amerikanischer Neurobiologe
- Jun’ya Takahashi (* 1997), japanischer Fußballspieler

### K
- Takahashi Kageyasu (1785–1829), japanischer Gelehrter
- Kaneko Takahashi (* 1942), japanische Eisschnellläuferin
- Kaori Takahashi (* 1974), japanische Synchronschwimmerin
- Kazuaki Takahashi (* 1968), japanischer Rugby-Union-Spieler
- Kazuki Takahashi (1961–2022), japanischer Mangaka
- Kazuki Takahashi (Fußballspieler, 1996) (* 1996), japanischer Fußballspieler
- Kazuki Takahashi (Fußballspieler, 1999) (* 1999), japanischer Fußballspieler
- Kazumi Takahashi (1931–1971), japanischer Sinologe und Schriftsteller
- Kei Takahashi (* 1979), japanischer Rennrodler
- Ken’ichi Takahashi (* 1973), japanischer Langstreckenläufer
- Takahashi Kenji (Literaturwissenschaftler) (1902–1998), japanischer Germanist und Übersetzer
- Kenji Takahashi (Rennfahrer) (1946–2005), japanischer Autorennfahrer
- Kenji Takahashi (Radsportler) (* 1952), japanischer Radsportler
- Kenji Takahashi (Fußballspieler, 1970) (* 1970), japanischer Fußballspieler
- Kenji Takahashi (Fußballspieler, 1985) (* 1985), japanischer Fußballspieler
- Kenji Takahashi (Sprecher), japanischer Sprecher
- Kenji Takahashi (Segler), japanischer Segler
- Kenya Takahashi (* 1995), japanischer Fußballspieler
- Kiichirō Takahashi (1928–2007), japanischer Schriftsteller
- Kōhei Takahashi (* 1999), japanischer Fußballspieler
- Kosaku Takahashi (* 1945), japanischerRadrennfahrer
- Takahashi Kōko (1875–1912), japanischer Maler der Nihonga-Richtung
- Takahashi Korekiyo (1854–1936), japanischer Premierminister
- Kōsuke Takahashi (* 1986), japanischer Eishockeyspieler
- Kunihiko Takahashi (* 1969), japanischer Poolbillardspieler
- Kunimitsu Takahashi (1940–2022), japanischer Motorrad- und Autorennfahrer

### M
- Mahiro Takahashi (* 2001), japanischer Fußballspieler
- Masahiko Takahashi, japanischer Skispringer
- Masahiro Takahashi (* 1985), japanischer Fußballspieler
- Masaki Takahashi (* 1968), japanischer Computergrafiker und Spezialeffektkünstler
- Masayo Takahashi (* 1961), japanische Augenärztin, Stammzellforscherin und Hochschullehrerin
- Michiaki Takahashi († 2013), japanischer Virologe
- Michitsuna Takahashi (1948–2021), japanischer Schriftsteller
- Minami Takahashi (* 1991), japanische Sängerin
- Miyuki Takahashi (* 1978), japanische Volleyballspielerin
- Momoko Takahashi (* 1988), japanische Sprinterin
- Motoo Takahashi (* 1941), japanischer Mathematiker
- Takahashi Mizuko (1852–1927), japanische Medizinerin
- Mutsuo Takahashi (* 1937), japanischer Dichter

### N
- Nagisa Takahashi (* 2000), japanische Hochspringerin
- Naoki Takahashi (Fußballspieler, 1976) (* 1976), japanischer Fußballspieler
- Naoki Takahashi (Fußballspieler, 2000) (* 2000), japanischer Fußballspieler
- Naoko Takahashi (* 1972), japanische Leichtathletin
- Naoshi Takahashi (* 1973), japanischer Dirigent und Generalmusikdirektor
- Naoya Takahashi (* 2001), japanischer Fußballspieler
- Naruki Takahashi (* 1998), japanischer Fußballspieler
- Narumi Takahashi (* 1992), japanische Eiskunstläuferin
- Niko Takahashi (* 2005), japanisch-spanischer Fußballspieler
- Nobuhito Takahashi (* 1983), japanischer Fußballspieler
- Nobuyuki Takahashi (* 1957), japanischer Filmregisseur und Produzent
- Norio Takahashi (* 1971), japanischer Fußballspieler

### O
- Takahashi Oden (1850–1879), japanische Mörderin
- Osamu Takahashi (Schriftsteller) (1929–2015), japanischer Schriftsteller
- Osamu Takahashi (Literaturwissenschaftler) (* 1954), japanischer Literaturwissenschaftler
- Osamu Takahashi (Historiker) (* 1964), japanischer Historiker

### P
- Phil Takahashi (1957–2020), kanadischer Judoka

### R
- Rumiko Takahashi (* 1957), japanische Mangaka
- Ryō Takahashi (Fußballspieler, 1993) (* 1993), japanischer Fußballspieler
- Ryō Takahashi (Fußballspieler, 2000) (* 2000), japanischer Fußballspieler
- Ryō Takahashi (Komponist), japanischer Komponist
- Ryōko Takahashi (* 1973), japanische Biathletin
- Ryōta Takahashi (* 1986), japanischer Fußballspieler
- Ryūji Takahashi (* 1974), japanischer Skispringer

### S
- Sadahiro Takahashi (* 1959), japanischer Fußballspieler
- Saiko Takahashi (* 1976), japanische Fußballspielerin
- Takahashi Sakae, japanischer Fußballspieler
- Takahashi Sankichi (1882–1966), japanischer Admiral
- Takahashi Satomi (1886–1964), japanischer Philosoph
- Sayaka Takahashi (* 1992), japanische Badmintonspielerin
- Takahashi Seiichirō (1884–1982), japanischer Wirtschaftswissenschaftler und Kunstkenner
- Seiji Takahashi (* 1993), japanischer Eishockeyspieler
- Takahashi Setsurō (1914–2007), japanischer Lackkünstler
- Shin’ichirō Takahashi (* 1957), japanischer Fußballspieler
- Takahashi Shigeru, japanischer Fußballspieler
- Takahashi Shinji (1912–1985), japanischer Mediziner
- Takahashi Shinkichi (Lyriker) (1901–1987), japanischer Lyriker
- Shinnosuke Takahashi (* 1978), japanischer Jazz-Schlagzeuger
- Shin Takahashi (* 1967), japanischer Mangaka
- Shinji Takahashi (1927 – 1976), japanischer Religionsführer
- Shō Takahashi (* 1995), japanischer Volleyballspieler
- Shōhei Takahashi (* 1991), japanischer Fußballspieler
- Shugyō Takahashi (1930–2024), japanischer Haikudichter
- Shunki Takahashi (* 1990), japanischer Fußballspieler
- Shunta Takahashi (* 1989), japanischer Fußballspieler
- Takahashi Shūsō (1900–1964), japanischer Maler
- Shūta Takahashi (* 1983), japanischer Fußballspieler
- Sōya Takahashi (* 1996), japanischer Fußballspieler
- Takahashi Subaru (1902–1992), japanischer Skilangläufer

### T
- Takako Takahashi (1932–2013), japanische Schriftstellerin
- Takehiko Takahashi (1916–1995), japanischer Chemiker und Hochschullehrer
- Takeo Takahashi (* 1947), japanischer Fußballspieler
- Takuya Takahashi (* 1989), japanischer Fußballspieler
- Taro Takahashi (1930–2019), japanisch-US-amerikanischer Ozeanograph und Geochemiker
- Tatsuya Takahashi (1931–2008), japanischer Jazzmusiker
- Tomoki Takahashi, japanischer Jazzmusiker
- Tomoko Takahashi (* um 1945), japanische Badmintonspielerin
- Tomomi Takahashi (* 1956), japanischer Stabhochspringer
- Tōru Takahashi (Internetpionier) (1941–2022), japanischer Internetpionier
- Tōru Takahashi (Rennfahrer) (1960–1983), japanischer Rennfahrer
- Tōru Takahashi (Baseballspieler) (* 1987), japanischer Baseballspieler
- Toshiki Takahashi (* 1998), japanischer Fußballspieler
- Toyoji Takahashi (1913–1940), japanischer Fußballspieler
- Toyoko Takahashi (1903–1981), japanische Schauspielerin
- Travis Takahashi (* 2001), japanischer Fußballspieler
- Tsutomu Takahashi (* 1965), japanischer Mangaka

### U
- Takahashi Untei (1872–1949), japanischer Maler

### Y
- Yasuhiko Takahashi (* 1985), japanischer Rhönradturner
- Yasushi Takahashi (1924–2013), japanischer Physiker
- Yōichi Takahashi (* 1960), japanischer Mangaka
- Yōko Takahashi, japanische Badmintonspielerin
- Yoshi Takahashi (1943–1998), japanischer Maler und Grafiker
- Yoshie Takahashi (1932–2022), japanische Leichtathletin, siehe Yoshie Hamamatsu
- Yoshiki Takahashi (Fußballspieler, 1985) (* 1985), japanischer Fußballspieler
- Yoshiki Takahashi (Fußballspieler, 2001) (* 2001), japanischer Fußballspieler
- Takahashi Yoshitoki (1764–1804), japanischer Astronom
- Takahashi Yuichi (1828–1894), japanischer Maler
- Yūji Takahashi (* 1938), japanischer Komponist und Pianist
- Yūji Takahashi (Fußballspieler) (* 1993), japanischer Fußballspieler
- Yūki Takahashi (Rennfahrer) (* 1984), japanischer Motorradrennfahrer
- Yūki Takahashi (Ringer) (* 1993), japanischer Ringer
- Yūki Takahashi (Fußballspieler) (* 1999), japanischer Fußballspieler
- Yukihiro Takahashi (1952–2023), japanischer Musiker
- Yukiko Takahashi (* 1967), japanische Volleyball- und Beachvolleyballspielerin
- Yūko Takahashi (* 1991), japanische Triathletin
- Yūma Takahashi (* 1990), japanischer Fußballspieler
- Yumiko Takahashi, Gründerin und Direktorin des Matsuba Fund
- Yuriya Takahashi (* 1999), japanischer Fußballspieler
- Yūsuke Takahashi (* 1997), japanischer Tennisspieler
- Yūsuke Takahashi (Leichtathlet) (* 1999), japanischer Mittelstreckenläufer
- Yutaka Takahashi (* 1980), japanischer Fußballspieler
- Yūtarō Takahashi (* 1987), japanischer Fußballspieler